# Молодіжна збірна Американського Самоа з футболу
Молодіжна збірна Американського Самоа з футболу — національна молодіжна футбольна збірна Американського Самоа, що складається у залежності від турніру із гравців віком до 19 або до 20 років. Вважається основним джерелом кадрів для підсилення складу основної збірної Американського Самоа. Керівництво командою здійснює Федерація футболу Американського Самоа.
Команда має право участі у Молодіжному чемпіонаті ОФК, у випадку успішного виступу на якому може кваліфікуватися на молодіжний чемпіонат світу до 20 років. Також може брати участь у товариських і регіональних змаганнях.

## Молодіжний чемпіонат ОФК
| Молодіжний чемпіонат ОФК | Молодіжний чемпіонат ОФК | Молодіжний чемпіонат ОФК | Молодіжний чемпіонат ОФК | Молодіжний чемпіонат ОФК | Молодіжний чемпіонат ОФК | Молодіжний чемпіонат ОФК | Молодіжний чемпіонат ОФК | Молодіжний чемпіонат ОФК | Молодіжний чемпіонат ОФК |
| Рік                      | Раунд                    | І                        | В                        | Н                        | П                        | Г+                       | Г-                       | РГ                       | О                        |
| ------------------------ | ------------------------ | ------------------------ | ------------------------ | ------------------------ | ------------------------ | ------------------------ | ------------------------ | ------------------------ | ------------------------ |
| 1974                     | не кваліфікувалася       |                          |                          |                          |                          |                          |                          |                          |                          |
| 1978                     | не кваліфікувалася       |                          |                          |                          |                          |                          |                          |                          |                          |
| 1980                     | не кваліфікувалася       |                          |                          |                          |                          |                          |                          |                          |                          |
| 1982                     | не кваліфікувалася       |                          |                          |                          |                          |                          |                          |                          |                          |
| 1985                     | не кваліфікувалася       |                          |                          |                          |                          |                          |                          |                          |                          |
| 1986                     | не кваліфікувалася       |                          |                          |                          |                          |                          |                          |                          |                          |
| 1988                     | не кваліфікувалася       |                          |                          |                          |                          |                          |                          |                          |                          |
| 1990                     | не кваліфікувалася       |                          |                          |                          |                          |                          |                          |                          |                          |
| 1992                     | не кваліфікувалася       |                          |                          |                          |                          |                          |                          |                          |                          |
| 1994                     | не кваліфікувалася       |                          |                          |                          |                          |                          |                          |                          |                          |
| 1997                     | не кваліфікувалася       |                          |                          |                          |                          |                          |                          |                          |                          |
| 1998                     | груповий етап            | 3                        | 0                        | 0                        | 3                        | 0                        | 46                       | -46                      | 0                        |
| & 2001                   | не кваліфікувалася       |                          |                          |                          |                          |                          |                          |                          |                          |
| & 2002                   | не кваліфікувалася       |                          |                          |                          |                          |                          |                          |                          |                          |
| 2005                     | не кваліфікувалася       |                          |                          |                          |                          |                          |                          |                          |                          |
| 2007                     | не кваліфікувалася       |                          |                          |                          |                          |                          |                          |                          |                          |
| 2008                     | не кваліфікувалася       |                          |                          |                          |                          |                          |                          |                          |                          |
| 2011                     | груповий етап            | 3                        | 0                        | 0                        | 3                        | 2                        | 17                       | -15                      | 0                        |
| 2013                     | не кваліфікувалася       |                          |                          |                          |                          |                          |                          |                          |                          |
| 2014                     | 6-е місце                | 5                        | 0                        | 1                        | 4                        | 1                        | 23                       | -22                      | 1                        |
| & 2016                   | попередній раунд         | 3                        | 0                        | 1                        | 2                        | 1                        | 11                       | -10                      | 1                        |
| & 2018                   | не визначено             |                          |                          |                          |                          |                          |                          |                          |                          |
| Усього                   |                          | 14                       | 0                        | 2                        | 12                       | 4                        | 97                       | -93                      | 2                        |